# Barthold Holtzfus
Barthold Holtzfus (* 11. Dezember 1659 in Rügenwalde in Hinterpommern; † 1717), in der Literatur häufig auch  Holzfuß genannt,  war ein deutscher reformierter Theologe, Philosoph und Hochschullehrer.
Holtzfus wurde im Jahr 1685, nachdem er 1684 Magister geworden war, an der Universität Frankfurt an der Oder zum außerordentlichen Professor der Philosophie ernannt. Seit 1686 war er als reformierter Hofprediger in Stolp tätig. 1695 wurde er an der Universität Frankfurt an der Oder ordentlicher Professor der Physik (Professor Physices ordinarius) und außerordentlicher Professor der Theologie (Professor Theologia extraordinarius). 1698 wurde er zum Doktor der Theologie promoviert. Unter dem Namen Holtzfus veröffentlichte er zahlreiche Abhandlungen über theologische und philosophische Themen.

## Schriften (Auswahl)
- Tractatus theologicus de Praedestinatione electione et reprobatione, 1756.